# Anoplophora albopicta
Anoplophora albopicta es una especie de escarabajo longicornio del género Anoplophora, subfamilia Lamiinae. Fue descrita científicamente por Matsushita en 1933.
Se distribuye por China. Mide 30-58 milímetros de longitud. El período de vuelo de esta especie ocurre en los meses de marzo, abril, mayo, junio y julio.
Parte de la dieta de Anoplophora albopicta se compone de plantas de la familia Magnoliaceae.

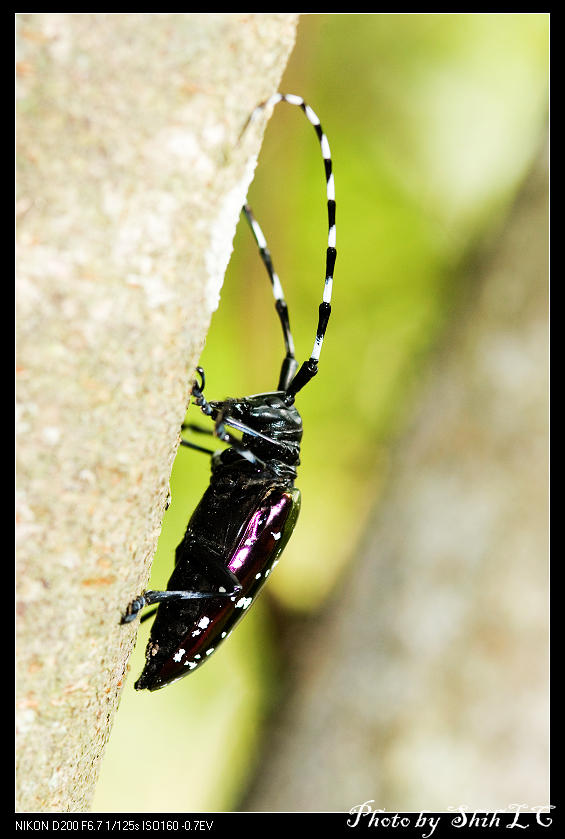
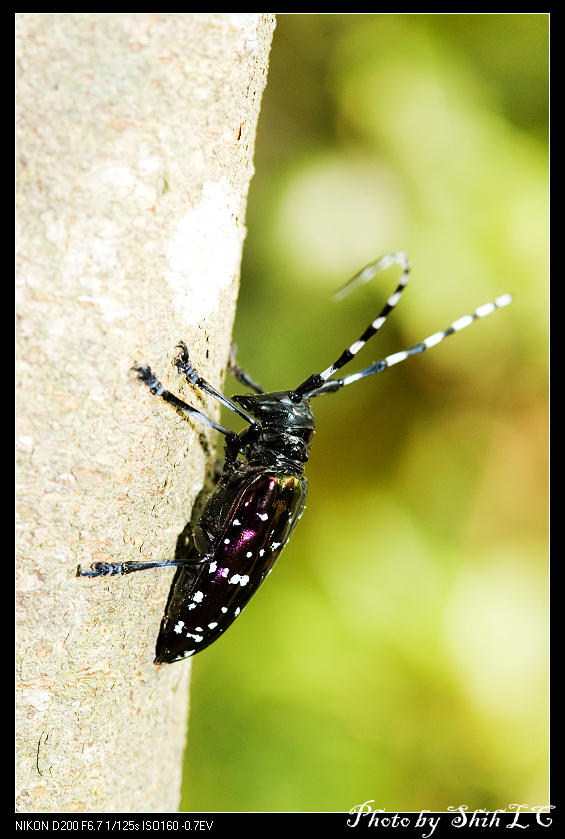
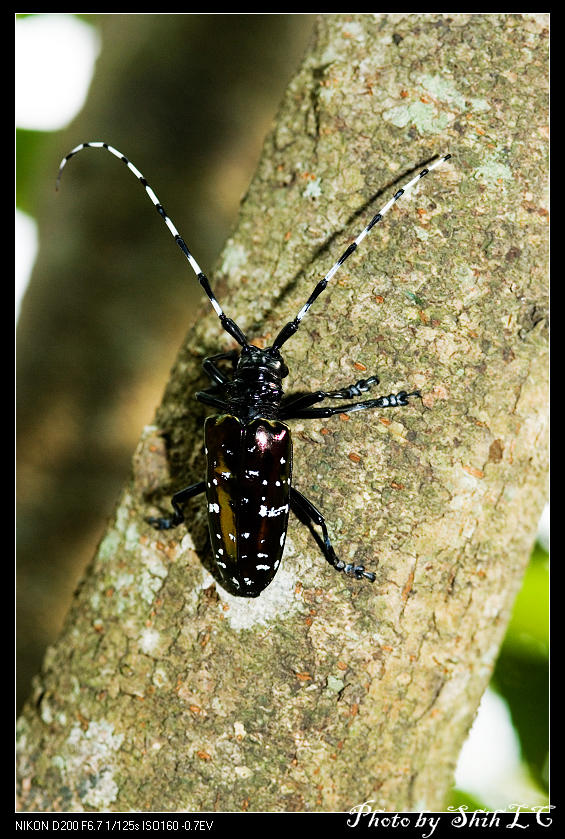